# Onze-Lieve-Vrouw Hulp der Christenenkerk (Stein)
De Onze-Lieve-Vrouw Hulp der Christenenkerk is een kerkgebouw in de wijk Nieuwdorp in Stein in de gemeente Stein in de Nederlandse provincie Limburg. De kerk ligt in het zuidoostelijke deel van de plaats Stein midden in de wijk. Aan de zuidwestzijde ligt voor de ingang in de toren een plein.
De kerk is gewijd aan Onze-Lieve-Vrouw met de titel Hulp der Christenen.

## Geschiedenis
Na de Tweede Wereldoorlog aan de zuidzijde van Stein een nieuwe wijk gebouwd waar men in 1948 een nieuwe parochie oprichtte.
In 1949 bouwde men een noodkerk naar het ontwerp van Stefan Dings. Een rechthoekig gebouw opgetrokken in rood baksteen en hout en gedekt door een zadeldak.
Op 12 april 1953 begonnen de bouwwerkzaamheden aan de nieuwe kerk naar het ontwerp van architect Dings en op 6 juni 1954 werd de kerk ingezegend. De noodkerk werd vanaf toen tot 1966 gebruikt als parochiehuis.

## Opbouw
De bakstenen kerk is noordoost-zuidwest georiënteerd met het koor in het noordoosten. Het gebouw bestaat uit een lage brede toren, een driebeukig schip in basilicale opstand met vijf traveeën en een rondgesloten koor met twee traveeën. De brede lage rechthoekige toren geeft ruimte voor de narthex. Aan de straatzijde heeft de narthex een arcade van drie rondbogen, de toren heeft aan de straatzijde een groot roosvenster met daarboven vijf rechthoekige galmgaten. In de zijgevels heeft de toren ieder drie galmgaten. Het dak van de toren is vrijwel plat. De zijbeuken zijn hoog opgetrokken, hebben rondboogvensters en zijn voorzien van een plat dak. Het middenschip heeft een zadeldak samen met het koor. Het koor wordt vergezeld door zijkapellen en een sacristie.
De kerk is op 13 oktober 2024 aan de eredienst onttrokken. 